# Lads' Army
Lads' Army fou un programa televisiu de telerealitat iniciat el 2002. El programa girava al voltant del servei militar amb ànims d'incentivar la participació en l'exèrcit britànic. Va tindre una rebuda favorable per part del públic.